# Miconia saxicola
Miconia saxicola är en tvåhjärtbladig växtart som beskrevs av Townshend Stith Brandegee. Miconia saxicola ingår i släktet Miconia och familjen Melastomataceae. Inga underarter finns listade i Catalogue of Life.